# Waluya (Cikarang Utara)
Waluya is een bestuurslaag in het regentschap Bekasi van de provincie West-Java, Indonesië. Waluya telt 15.663 inwoners (volkstelling 2010).